# NGC 3594
NGC 3694 is een lensvormig sterrenstelsel in het sterrenbeeld Grote Beer. Het hemelobject werd op 14 april 1789 ontdekt door de Duits-Britse astronoom William Herschel.

## Synoniemen
- UGC 6286
- MCG 9-19-22
- ZWG 267.58
- ZWG 268.11
- NPM1G +55.0115
- PGC 34374